# Elecciones generales del Reino Unido de 1837
Las elecciones generales del Reino Unido de 1837 fueron provocadas por la muerte del rey Guillermo IV y produjeron el primer parlamento del reinado de su sucesora, la reina Victoria. Los conservadores de Robert Peel se acercaron aún más a la posición de los whigs, aunque estos últimos lograron obtener su cuarta victoria electoral en la década.
La elección marcó la última vez que se disolvió un Parlamento tras la muerte de un monarca. La disolución del Parlamento seis meses después de la muerte del monarca, según lo dispuesto por la Ley de Sucesión a la Corona de 1707, fue abolida por la Ley de Reforma de 1867.

## Resultados
| Partido | Partido             | Votos   | %    | Escaños | Dif. |
|         | Whig                | 418.331 | 51,7 | 344     | -41  |
|         | Partido Conservador | 379.694 | 48,3 | 314     | +41  |